# Protocyrtandra
Protocyrtandra é um género botânico pertencente à família Gesneriaceae.

## Espécie
Protocyrtandra todaiensis

## Nome e referências
Protocyrtandra (Kanehira) Hosokawa